# Ernst Ludwig Uray
Ernst Ludwig Uray   (Schladming, 26 d'abril de 1906 - Tamsweg, 6 d'abril de 1988) va ser un compositor austríac.
El seu pare Ludwig Uray (1867-1937) era magistrat i autor de lieder i operetes. Ernst Ludwig estudià piano en l'Acadèmia de Viena i teoria amb Joseph Marx. Entre 1938 i 1945 fou professor de teoria musical. Va treballar en una emissora de ràdio vienesa i, des de 1946, a Ràdio Graz com a director de la secció musical. Va guanyar diversos premis, entre ells un per la seva producció de lieder. Des de 1961 fou president de l'Associació de Músics Estirians.
Va compondre dos melòlegs (1948) i música per la ràdio i cinema; una simfonia (1552/53) i diverses obres simfòniques i corals, així com música de cambra i uns 60 lieder. Publicà articles en diversos diaris.